# バジェ大学
バジェ大学（バジェだいがく、英語: University of Valle、公用語表記: Universidad del Valle、ウニベルシダ・デル・バジェ）は、サンティアゴ・デ・カリ、バジェ・デル・カウカ県に本部を置くコロンビアの公立大学。1945年創立、1945年大学設置。大学の略称はunivalle（ウニバジェ）。

## 概観
コロンビア南西部において最大の高等教育機関である。2007年度には学部生約26,000人、大学院生2,425人が在籍し、コロンビア国内でも3番目の学生数を誇る。1945年にバジェ・デル・カウカ県によって設立された。サンティアゴ・デ・カリ市内に二つのキャンパスがあり、同じバジェ・デル・カウカ県内の複数の自治体と、近接するカウカ県にブランチキャンパスを保有する。
カリ南部のメレンデス地区に位置するメインキャンパスには、大部分の学部が集まっており、工学部、人文学部、理学部、芸術学部、経済・社会科学などの幅広い分野で学部生や大学院生に教育プログラムを提供している。カリのサンフェルナンド地区に位置するセカンドキャンパスには医学部や経営学部があり、その中でも医学部は国内外から高い評価を受けている。
バジェ・デル・カウカ県のブランチキャンパスは、パルミラ、ブエナベントゥーラ、トゥルア、グアダラハラ・デ・ブガ（Guadalajara de Buga）、カイセドニア（Caicedonia）、ユンボ（Yumbo）、サルサル（Zarzal）、カルタゴ（Cartago）にある。カウカ県のブランチキャンパスは、サンタンデル・デ・キリチャオ（Santander de Quilichao）にある。

## 沿革
- 編集中

## 基礎データ
- 編集中

## 教育および研究
- 編集中

## 学生生活
- 編集中

## 施設
- 編集中